# Tiko United
El Tiko United es un club de fútbol de Camerún situado en la localidad de  Tiko. Son miembros de la Fédération Camerounaise de Football (Federación camerunesa de fútbol).  

## Palmarés
- Primera División de Camerún: 1

2009

## Participación en competiciones de la CAF
| Temporada | Torneo                       | Ronda      | Club              | Casa | Visita | Global      |
| --------- | ---------------------------- | ---------- | ----------------- | ---- | ------ | ----------- |
| 2010      | Liga de Campeones de la CAF  | Preliminar | Vital'O FC        | 2-2  | 2-2    | 4-4 (5-3 p) |
| 2010      | Liga de Campeones de la CAF  | 1          | Heartland FC      | 2-2  | 1-1    | 3-3 (a)     |
| 2011      | Copa Confederación de la CAF | Preliminar | DFC 8             | 3-1  | 0-0    | 3-1         |
| 2011      | Copa Confederación de la CAF | 1          | Sunshine Stars FC | 0-1  | 0-2    | 0-3         |